# 2. općinska nogometna liga Virovitica 1974./75.
"2. općinska nogometna liga Virovitica" za sezonu 1974./75. je bila liga sedmog stupnja nogometnog prvenstva SFRJ. 
 
Sudjelovalo je ukupno 7 klubova, a prvak je bila "Mladost" iz tadašnjeg Majkovca Podravskog. 

## Ljestvica
| mj. | klub                        | ut. | pob. | ner. | por. | gol+ | gol- | bod |
| --- | --------------------------- | --- | ---- | ---- | ---- | ---- | ---- | --- |
| 1.  | Graničar Majkovac           | 11  | 8    | 0    | 3    | 39   | 20   | 16  |
| 2.  | Podravac Orešac             | 11  | 7    | 0    | 4    | 43   | 35   | 14  |
| 3.  | Tehničar Cabuna             | 11  | 6    | 2    | 3    | 35   | 77   | 14  |
| 4.  | Podgorje                    | 11  | 6    | 0    | 5    | 24   | 22   | 12  |
| 5.  | Napredak Rušani             | 11  | 4    | 1    | 6    | 26   | 33   | 9   |
| 6.  | Mladost Vukosavljevica      | 11  | 1    | 2    | 8    | 15   | 34   | 4   |
| 7.  | Bilogora II Špišić Bukovica | 6   | 1    | 1    | 4    | 11   | 22   | 3   |

- "Bilogora II" Špišić Bukovica – igrali van konkurencije
- Majkovac, skraćeno za Majkovac Podravski – danas dio naselja Žlebina

## Rezultatska križaljka
| kratica | klub                        | GRA | MLA | NAP | PODG | PODR | TEH | BIL |
| --- | --------------------------- | --- | --- | --- | ---- | ---- | --- | --- |
| GRA | Graničar Majkovac           |     |     |     |      |      |     |     |
| MLA | Mladost Vukosavljevica      |     |     |     |      |      |     |     |
| NAP | Napredak Rušani             |     |     |     |      |      |     |     |
| PODG | Podgorje                    |     |     |     |      |      |     |     |
| PODR | Podravac Orešac             |     |     |     |      |      |     |     |
| TEH | Tehničar Cabuna             |     |     |     |      |      |     |     |
| BIL | Bilogora II Špišić Bukovica |     |     |     |      |      |     |     |
| |                             |     |     |     |      |      |     |     |
| podebljan rezultat - utakmice od 1. do 7. kola (1. utakmica između klubova) rezultat normalne debljine - utakmice od 8. do 14. kola (2. utakmica između klubova) rezultat nakošen - nije vidljiv redoslijed odigravanja međusobnih utakmica iz dostupnih izvora rezultat smanjen * - iz dostupnih izvora nije uočljiv domaćin susreta prekrižen rezultat - poništena ili brisana utakmica p - utakmica prekinuta 3:0 p.f. / 0:3 p.f. - rezultat 3:0 bez borbe n.i. - nije igrano |                             |     |     |     |      |      |     |     |

 Izvori: